# Pseudoips hispanica
Pseudoips hispanica är en fjärilsart som beskrevs av Fernandez 1931. Pseudoips hispanica ingår i släktet Pseudoips och familjen trågspinnare. Inga underarter finns listade.